# The Settlers II: Veni, Vidi, Vici
The Settlers II è un videogioco per PC di tipo strategia in tempo reale, seguito di The Settlers. È stato pubblicato nell'agosto del 1996 dalla Blue Byte Software. Come il suo predecessore, ha un ritmo di gioco più lento rispetto ai tradizionali titoli dello stesso genere. Le meccaniche di gioco sono simili a quelle di The Settlers, ma con un'ambientazione romana e grafica migliorata.